# Tunica County
Tunica County er et county i den amerikanske delstat Mississippi. Charlaine Harris er født i amtet.
1. ↑  Find A County

34°40′N 90°23′V / 34.66°N 90.38°V